# 大阪ワイン
大阪ワイン（おおさかワイン）は大阪府で醸造されているワイン。日本の地理的表示としては「大阪」となる。

## 概要
2022年時点で、近畿地方では奈良県を除く2府3県でワインが造られており、中でも大阪府のワイナリー数は8軒と最多となっている。
国税局のデータからも、大阪府のワイン生産量が近畿地方で最も多く170キロリットルであるが、日本全体のワイン生産量からみるとわずかに1%ほどに過ぎない。
大阪府で栽培されているブドウ品種はデラウェアが最も多く山梨県、山形県に次いで日本3位の生産量となっている。デラウェア以外には、マスカット・ベーリーAやメルロー、ナイアガラなど。

## GI OSAKA 生産基準
以下の生産基準が定められている。
- 大阪府産ブドウのみを使用して、大阪府内で製造から瓶詰まで行われていること。
- 使用するブドウの品種は、デラウェア、甲州、マスカット・ベーリーAなど指定の36品種であり、指定された糖度以上のブドウのみを使用していること。
- アルコール度数は辛口が9%以上、甘口が4.5%以上であること。
- 補糖、補酸等には一定の制限があること。

## 特徴
大阪ワイナリー協会によれば、大阪ワインの特徴として以下が挙げられる。
- 大阪で培われた食用ブドウ栽培技術を醸造用ブドウの生産にも活かし、新鮮で美しいブドウをワイン造りに用いることを特徴とする。
- 凝縮された果実味と穏やかな酸味やほどよい旨味を感じることができ、心地よい余韻を残す。
- 食との相性も良い。
- 食用ブドウ品種以外を原料とした白ワインは豊かでフルーティーな香りがあり、柔らかな味わいながらしっかりとした飲みごたえがある。
- 赤ワインは芳醇な香りと柔らかな果実味が、ほどよいタンニンによって引き締められ、しっかりとしたボディが感じられる。

## 歴史

### 前史
大阪でのブドウ栽培は安土桃山時代、太閤・豊臣秀吉のころに始まったともされる。この頃に栽培したブドウからブドウ酒らしき酒が造られていたという記録も残されている。
1801年（享和元年）に発行された『河内名所図会』には、富田林（現・富田林市）がブドウの産地である旨の記述がある。
1851年（嘉永4年）ごろには現在の大阪市で栽培されていたブドウは聚楽、早生ブドウ、丸実ブドウ、長実ブドウといった品種が記録されている。これらのブドウは生食用果実としての栽培であり、ごくわずかが砂糖漬けや干しブドウに加工されていた。

### 明治・大正・昭和
江戸時代の河内では木綿の栽培が盛んであったが、明治になると日本国外からの輸入品に押され木綿は低調となり、代替品として養蚕業の普及が図られるが、これも定着せずにブドウ、ナシ、ミカンといった果樹栽培への転向が模索された。1878年（明治11年）ごろに大阪府の指導で堅下村（現・柏原市堅下）に甲州の苗が移植されたのをきっかけに栽培が盛んになり、明治、大正期には中河内、南河内地域にブドウ栽培が広がって行く。ブドウの1反当たりの収益は、ミカンと比べて4倍以上、米とは10倍以上になったと言われている。
1899年（明治32年）にはアメリカ系のカトーバ、キャンベル・アーリー、デラウェアの栽培も始まるようになる。1889年（明治22年）に開業した大阪鉄道によって販売先が拡大された影響もある。
大阪府河内地方（旧・河内国）でワイン醸造が始まったのは大正時代からとなる。当初は製品として出荷できないブドウや、台風などで被害を受けたブドウを活用することから始まっている。高井作次郎はブドウ園経営と平行してワイン醸造に取り組み、1914年（大正3年）には堅下村にてカタシモ洋酒醸造所を設立する。カタシモ洋酒醸造所はカタシモワイナリーとして現存しており、西日本最古のワイナリーである。
1917年（大正6年）には、堅下村で温室ブドウ栽培も始まっている。日清戦争、日露戦争、第一次世界大戦に関する好景気によって、ブドウ栽培は拡大を続け、昭和初期には山梨県を抜いて日本1位になったこともある。
第二次世界大戦中、温室は空襲目標になるという理由から1945年（昭和20年）3月までに全て撤去された。ワイン造りの副産物である酒石酸カリウムナトリウム（ロッシェル塩）が軍需物資であったため、ワイン醸造、ブドウ栽培は生産統制の影響も少なく栽培面積を大きく減らすことはなかった。
1934年（昭和9年）の室戸台風被害の救済策として、ワイン醸造が特別に許可されたことから、大阪のワイン文化は発展することになった。ただし、これは台風被害を受けたブドウ畑が宅地化される要因ともなった。
他の地域との競合や、日本人の嗜好の変化によるブドウ需要の減少などもあり、利益率の低いブドウ栽培は専業農家から敬遠されると共に、労働力不足もあってブドウ生産は減少して行く。1956年（昭和31年）には堅下ぶどう観光協会が結成され、ブドウ農家はブドウ狩りに観光農園に転換することも多くなり、低価格のデラウェアから価格の高い巨峰などの大粒品種に転換することによる収益向上を試みた。1960年（昭和35年）にジベレリン処理による種無しブドウの生産開始は、ブドウ需要の低下を抑えるにはある程度の効果があった。

### 平成以降
1988年（昭和63年）には地元の大阪産ブドウでワインを造る「仲村わいん工房」（羽曳野市）が設立されるが、2000年代までは大阪府のワイナリーは5軒のみだった。
2004年以降には日本でワインブームが起き、日本ワインの販売が伸びることになる。これに合わせて、日本ワインの販売に注力していた酒販店が2013年に大阪市の街中、島之内に島之内フジマル醸造所（清澄白河フジマル醸造所も参照のこと）を設立する。このワイナリーは南河内地方で放棄されそうな畑を引き継ぐことで原料を自社調達し、ワイン造りを始めている。こういった大阪府内の耕作放棄地を引き継ぐ動きは他のワイナリーにも広がっている。
また、2013年には「大阪ワイン」ブランドを日本全国に発信し、認知度を上げるとともに、ブドウ生産者である農家を支援することを目的として大阪ワイナリー協会が設立されている。
1935年（昭和10年）ごろには、約1000ヘクタール近くあった大阪のブドウ栽培面積は、第二次世界大戦後に一時増加するものの、1965年（昭和40年）ごろからは減少に転じ、2021年（令和3年）12月時点では約470ヘクタールとなっている。収穫量も1万トンを超えていたものが2021年12月時点では6000トンを割り込んでいる。ただし、単位面積あたりの収穫量で言えば、岡山県に次ぐ日本2位であり、大阪府内で生産されている果実としては温州ミカンについで2番目に多いのがブドウである。